# Ел Ваље де лос Ебанос, Модуло Куатро (Сото ла Марина)
Ел Ваље де лос Ебанос, Модуло Куатро (шп. El Valle de los Ébanos, Modulo Cuatro) насеље је у Мексику у савезној држави Тамаулипас у општини Сото ла Марина. Насеље се налази на надморској висини од 168 м.

## Становништво
Према подацима из 2005. године у насељу је живело 5 становника.

### Хронологија
| Година       | 2005 |
| ------------ | ---- |
| Становништво | 5    |

### Попис
| # | Индикатор                        | Вредност |
| - | -------------------------------- | -------- |
| 1 | Укупно појединачних домаћинстава | 1        |